# Чарльз Баґот

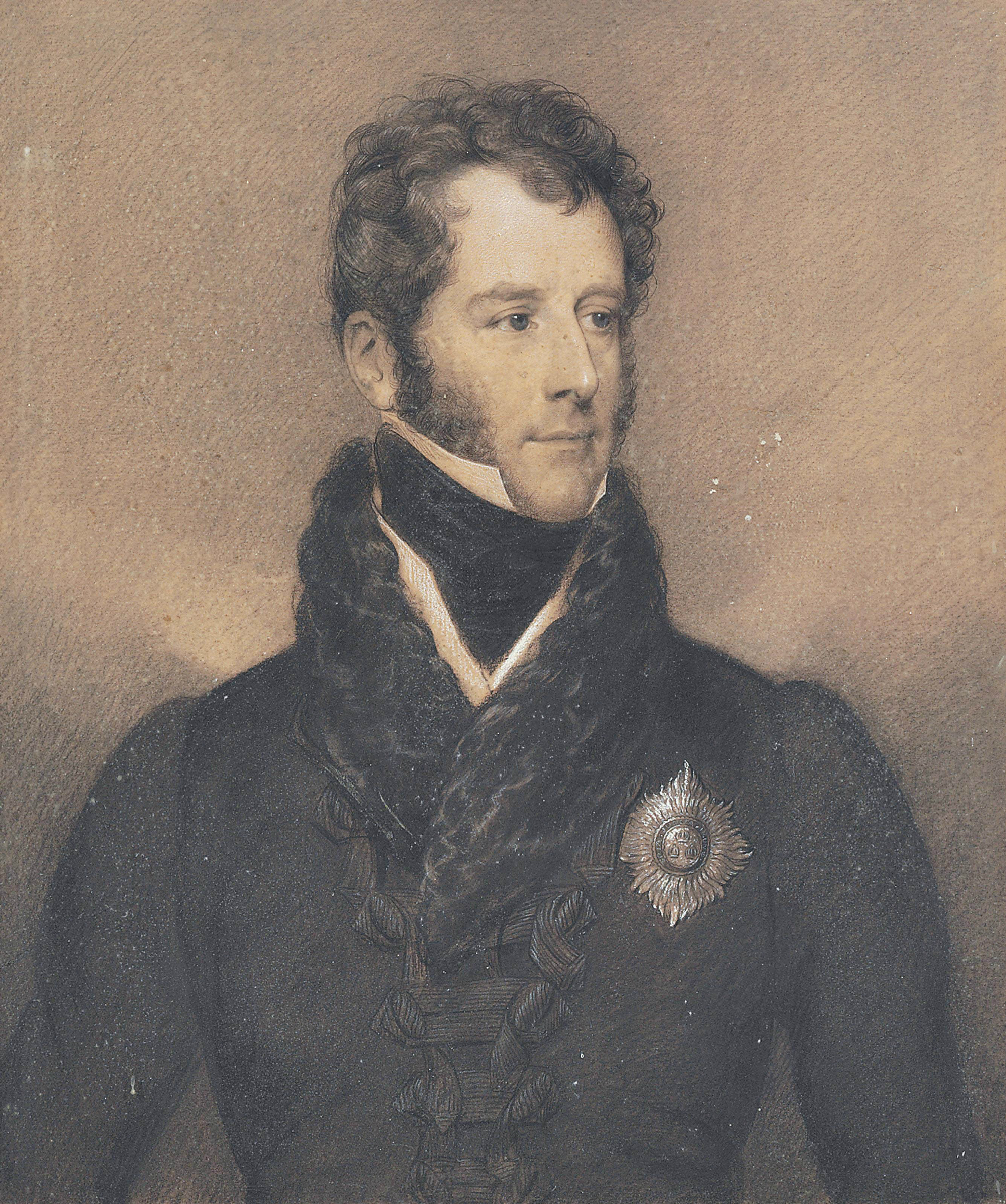
Сер Чарльз Баґот (Френсіс Вільям Вілкін, 1825)

Сер Чарльз Баґот GCB (23 вересня 1781 — 19 травня 1843) — британський політик, дипломат і колоніальний адміністратор. Був послом у США, Росії та Нідерландах. Він служив другим генерал-губернатором провінції Канада з 1841 до 1843 року.

## Молодість, сім'я, освіта, політична кар'єра
Він був другим сином Вільяма Баґота, 1-го барона Баґота з Блітфілд-Голла, Стаффордшир. Він отримав освіту в школі регбі та Крайст-Черч, Оксфорд. Він вступив до Lincoln's Inn, де вивчав право, але покинув і повернувся до Оксфорда, щоб отримати ступінь магістра.
Його шлюб із багатою Мері Шарлоттою Енн Веллслі-Пол, племінницею Артура Веллслі, 1-го герцога Веллінгтонського, та інші родинні зв’язки Баґота зробили можливою його подальшу дипломатичну кар’єру.
З 1807 до 1808 року Баґот був членом парламенту від організації Castle Rising.

## Дипломатична кар'єра

### Посол у США
Його було призначено повноважним міністром і надзвичайним послом у Сполучених Штатах 31 липня 1815 року після війни 1812 року. З Річардом Рашем він домовився про обмеження військово-морських сил на Великих озерах і озері Шамплейн у рамках договору Раша-Баґота. Він також брав участь у переговорах, що призвели до Англо-американської конвенції 1818 року, яка визначила кордон між Британською Північною Америкою та Сполученими Штатами від Лісового озера до Тихого океану. Баґот закінчив свій термін у Вашингтоні, округ Колумбія, у 1820 році.

### Посол у Росії і Нідерландах
Згодом він обіймав посаду британського посла в Росії, де брав участь у переговорах, що привели до укладення Санкт-Петербурзького договору 1825 року.
Потім він служив послом Великої Британії в Нідерландах, де брав участь у переговорах, що призвели до створення Бельгії в 1831 році.

## Колоніальний адміністратор

### Генерал-губернатор Канади
Після десятирічної перерви в дипломатичній службі Баґот погодився стати наступником лорда Сіденгема на посаді генерал-губернатора новопроголошеної провінції Канада. Його обрали через дипломатичні знання Сполучених Штатів. Баґот був призначений 27 вересня 1841 року і прибув до столиці Канади Кінґстона 10 січня 1842 року, вступивши на посаду через два дні.
Британський уряд наказав Баґоту чинити опір зростаючим вимогам відповідального уряду. Проте як важливу поступку Баґот дозволив провідним канадським колоніальним політикам Роберту Болдвіну та серові Луї-Іполіту Лафонтену сформувати міністерство на основі своєї парламентської більшості. Лафонтен, як франко-канадський лідер, зазнав жорстокого поводження з боку британців під час попереднього генерал-губернатора, лорда Сіденгема, який помер на посаді в 1841 році. Це був початок того, що стало відомо як представницький уряд у Канаді. Лідерство Баґо стало важливим кроком у налагодженні більш дружніх стосунків між колонізаторами англійцями та французами.
Баґо плідно працював з Болдвіном і Лафонтеном над створенням структури справедливого муніципального управління в провінції Канада. Їхня робота витримала перевірку часом. З приходом Конфедерації в 1867 році в Онтаріо та Квебеку виникла чітко визначена система трирівневого управління — федерального, провінційного та муніципального.
Перебуваючи на посаді генерал-губернатора, Баґот наказав здійснити першу злочинну екстрадицію раба-втікача до Сполучених Штатів із Західної Канади. Втікач, про якого йде мова, Нельсон Гекет (або Гекетт), був камердинером і дворецьким у багатого арканзаського рабовласника. У 1841 році Гекет нібито вкрав у свого господаря боброву шубу та верхову кобилу, а також золотого годинника і сідло у двох інших і втік на захід Канади. Хазяїн Гекета спіймав його в Чатемі, Онтаріо, і Гекета посадили до в'язниці. Генерал-губернатор Багот постановив, що Гекет скоїв злочин, вкравши речі, які не були необхідними для його втечі, і з цієї причини його екстрадували. Громадськість Західної Канади, а також прихильники аболіціонізму в США та Канаді були налякані, і їхнє невдоволення призвело до офіційної угоди, яка встановила правила екстрадиції, але викликала невдовлення і втікачів та аболіціоністів з одного боку, і рабовласників з іншого.
У 1842 році Баґот ініціював серйозний перегляд урядової політики та витрат, пов’язаних з корінними народами на сході та заході Канади, призначивши Ровсона В. Ровсона, Джона Девідсона та Вільяма Гепберна уповноваженими. Завершений у 1844 році остаточний звіт під назвою «Звіт про справи індіанців у Канаді » включав заклик до запровадження промислових шкіл, щоб усунути відзначену неспроможність денних шкіл ефективно утримувати дітей корінного населення від впливу їхніх батьків і розглядається як основоположний документ в обґрунтуванні створення шкільної інтернатної системи канадських індіанців:12–17.

### Адміністратор університету
Він працював канцлером Королівського коледжу (тепер Університет Торонто ), 1842–1843.

### Смерть
Покинувши посаду генерал-губернатора в січні 1843 року, Баґот помер через чотири місяці в резиденції віце-королівства Алвінґтон-гауз, Алвінґтон, Кінґстон, надто хворий, щоб повернутися до Сполученого Королівства. Бібліотека Баґота була продана на аукціоні паном Евансом у Лондоні 20 червня 1844 року (і ще через два дні); копія каталогу (який містив «Птахів Америки» Одюбона) знаходиться в бібліотеці Кембриджського університету (позначка Munby.c.149(10)).

### Спадщина
Сьогодні його пам’ятають головним чином за його роль у розвитку системи інтернатних шкіл, його внесок у розвиток «незахищеного кордону» між Сполученими Штатами та Канадою, а також за сприяння більшій співпраці та позитивним політичним відносинам між двома основними колоніальними групами британських та французьких поселенців.
Баґот-стріт, головна вулиця в центрі Кінґстона, названа в його пам'ять.

## Сім'я

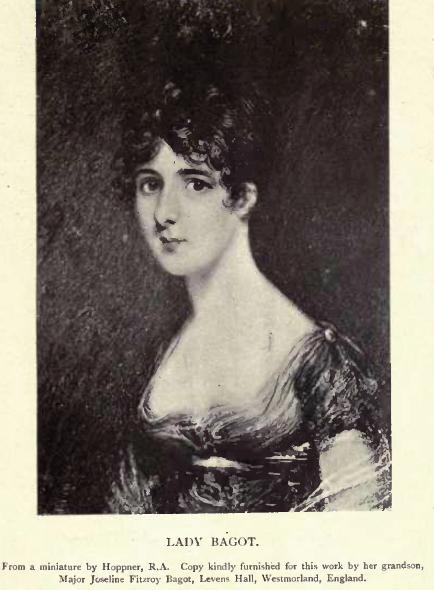
Леді Мері Шарлотта Енн Баґот з мініатюри Гоппнера, Р.А.

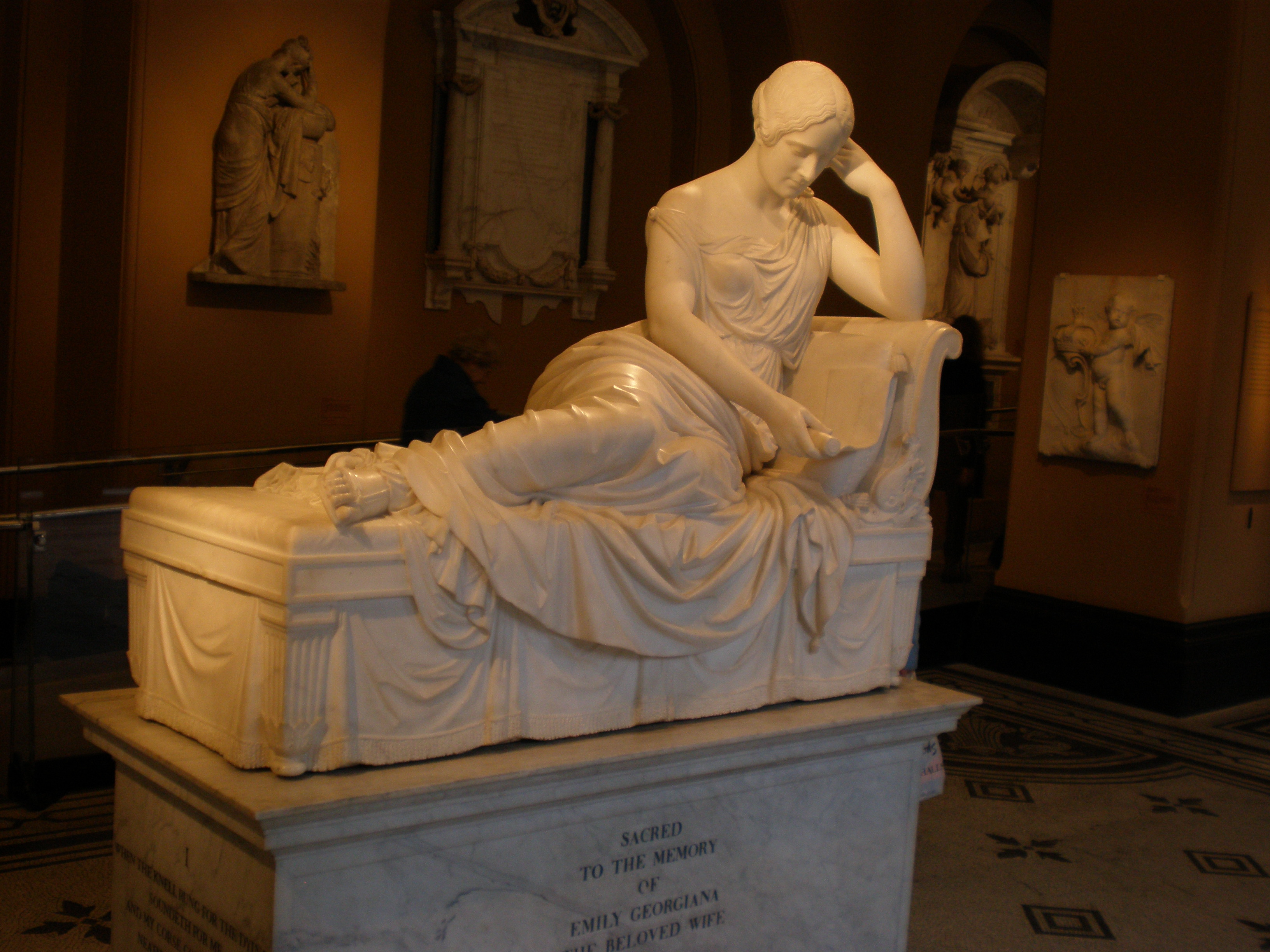
Пам'ятник його доньці Емілі Джорджіані, графині Вінчілсі, дружині 10-го графа Вінчілсі.

Високодостойний.Сер Чарльз Багот, Барт., GCB, одружився з леді Мері Шарлоттою Енн Велслі, донькою Вільяма Велслі-Пола, 3-го графа Морнінґтона, 22 липня 1806 року. Разом вони мали семеро дітей:
1. Полковник Чарльз Баґот (1808 - 1881)
2. Емілі Джорджіана Баґот (1809 -1848)
3. Генрієтта Марія Баґот (1815 - 1844)
4. Джорджіана Августа Баґот (1818 - 1851)
5. Джордж Телбот Баґот (1820 - 1907)
6. Полковник Александр Баґот (1822 - 1874)
7. Вільгельміна Фредеріка Баґот (1826[16] - 1852)

Сім'я супроводжувала своїх батьків до Канади, коли 12 січня 1842 року сера Чарльза Баґота було призначено генерал-губернатором Британської Північної Америки. Як дружина генерал-губернатора в Канаді, леді Баґот прийняла титул «Її Високоповажності» в Монреалі в серпні 1842 року. Після смерті чоловіка в Кінґстоні, Онтаріо, 18 травня 1843 року, вона супроводжувала його останки до Англії. Вона померла в Лондоні 2 лютого 1845 року 

## Зовнішні посилання
- Шаблон:UK National Archives ID
- Leigh Rayment's Historical List of MPs
- Шаблон:Cite Appletons'